# Диалект Чжучжоу
Диалект Чжучжоу，(кит. 株洲话)，относится к группе диалектов Сян, входит в состав чанъиской ветви. Данный диалект распространен в провинции Хунань, а также в городском округе Чжучжоу. Он также является родным языком хунаньцев и относится к Чанчжутаньскому поддиалекту Чанъиской диалектной зоны. Несмотря на то, что Чжучжоуский диалект является типичным представителем диалектной группы Сян, прослеживаетася довольно большая вариативность в произношении у представителей разных деревень. Из-за большого влияния северных диалектов китайского языка, а также в связи с потоком миграции, имеются также существенные различия между произношением в провинции Хунань и городского округа Чжучжоу.